# Johann Jakob Bachofen

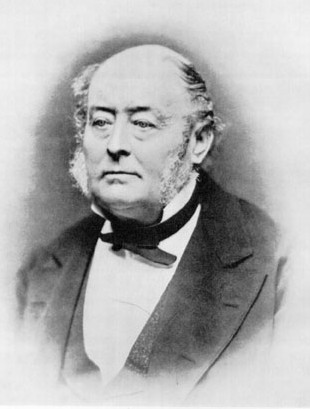
Johann Jakob Bachofen

Johann Jakob Bachofen (ur. 22 grudnia 1815 w Bazylei, zm. 25 listopada 1887 w Bazylei) – szwajcarski prawnik, etnolog i badacz starożytności.
W 1841 roku został profesorem prawa rzymskiego na Uniwersytecie Bazylejskim, w 1844 roku został powołany na urząd radcy apelacyjnego.
Znany przede wszystkim jako odkrywca matriarchatu – badając greckie i egipskie mity i symbole, stwierdził, że patriarchalna struktura społeczeństwa nie istniała zawsze.
W swym głównym dziele pt. Das Mutterrecht. Eine Untersuchung über die Gynaikokratie der alten Welt nach ihrer religiösen und rechtlichen Natur Bachofen opisał poprzedzające dzisiejsze społeczeństwo matriarchalne, w którym głową rodziny była matka. Decydującą rolę odgrywał w tym fakt, iż zawsze można w sposób jednoznaczny stwierdzić, kto jest matką dziecka – fakt ojcostwa nie jest już taki pewny. A zatem w owym pierwotnym społeczeństwie matriarchalnym to matka była postacią, do której prowadziły wszystkie szlaki życia społecznego, ekonomicznego, kulturalnego i religijnego – z tego względu była też fundamentem ładu społecznego; oddawano jej cześć jako życiodajnej bogini.
Według Bachofena ludzkość przechodzi w swym rozwoju przez trzy uniwersalne epoki: heteryzm (epokę „nieuporządkowanych stosunków płciowych”), ginajkokrację (epokę panowania kobiet) i patriarchat. Bachofen przypuszczał, że fazę matriarchalną poprzedzała mniej cywilizowana faza heteryzmu, ugruntowana na naturalnej produktywności kobiety – epoka nieznająca instytucji małżeństwa ani prawa. Według Bachofena heteryzm żywiołowy polegał na współżyciu wielu kobiet z wieloma mężczyznami. A zatem matriarchat stanowi epokę pomiędzy najniższą formą kultury i patriarchatem, który ostatecznie zatryumfował, w miarę, jak odkrywano coraz lepsze metody stwierdzania ojcostwa. Zdaniem Bachofena, w fazie patriarchalnej główną postacią życia społecznego był ojciec reprezentujący zasady prawa, rozumu, sumienia oraz hieratycznej organizacji społecznej, wypierającej wartości typowo matriarchalne, takie jak wolność, równość i miłość.
Bachofen powiązał formę produkcji z formą ładu społecznego, dowodząc, iż po epoce zorganizowanych patriarchalnie społeczeństw myśliwych i zbieraczy kobiety znowu zdobyły większe znaczenie dzięki wytwórczości domowej, a zatem że matriarchat powrócił.
Po epoce zapomnienia Bachofena jego dzieło odkrył Ludwig Klages. Idee Bachofena wywarły wpływ na takich myślicieli i pisarzy, jak: Lewis Henry Morgan, Friedrich Engels, Thomas Mann, Jane Ellen Harrison, Erich Fromm, Robert Graves, Rainer Maria Rilke, Joseph Campbell, Otto Gross, Julius Evola, Walter Benjamin.
Johann Jakob Bachofen został pochowany na cmentarzu Wolfgottesacker, jednej z ważniejszych nekropolii w Bazylei, obok takich osobowości jak historyk Rudolf Wackernagel (1855-1925), malarz Ernst Stückelberg (1831-1903) czy rektor oraz profesor Uniwersytetu Bazylejskiego Karl Gustav Jung (1794-1864).

## Dzieło
- 1861 – Das Mutterrecht (Stuttgart).
- 1926 – Der Mythus von Orient und Occident (Monachium).

## Literatura
- Bachofen, Matriarchat. Studium na temat ginajkokracji świata starożytnego podług natury religijnej i prawnej, przełożył Robert Reszke, Wydawnictwo KR, Warszawa 2007.
- Aldona Musiał-Kidawa. Od matriarchatu do patriarchatu. „Zeszyty Naukowe. Organizacja i Zarządzanie / Politechnika Śląska”. z. 100, s. 327--338, 2017. [dostęp 2021-06-01].
- Florian Nowicki. Engels, etnografi a, matriarchalistyka. „Nowa Krytyka”. 28, s. 81-101, 2012. ISSN 0867-647X. [dostęp 2021-06-01].
- Uwe Wesel, Der Mythos vom Matriarchat: Über Bachofens Mutterrecht und. Stellung von Frauen in frühen Gesellschaften vor d. Entstehung staatlichen Herrschaft, Suhrkamp, Frankfurt am Main 1980.